# Гурій Евайн
Гурій Евайн (за паспортом громадянина СССР — Кармазін; 27 березня 1882, Мішкінський район, Башкортостан — 11 травня 1938, Москва) — марійський мовознавець та педагог, просвітитель. Жертва московського терору.    

## Життєпис
Гурій Евайн народився в 1882 в селі Ішимове Бірського повіту Уфімської губернії (нині — Мішкинський район, Башкортостан).  
У 1894 закінчив Мішкинське училище, а в 1901 — Бірську вчительську семінарію. Після цього почав працювати шкільним вчителем в селищах Бірського повіту. Паралельно з роботою в школі збирав марійський фольклор, займався перекладами марійською мовою. 
У 1914 разом з В. Васильєвим випустив буквар марійською мовою («Марла букварь (східною і луговою говіркою)»).  
У 1918 почав працювати у казанському марійськомовному журналі «Куралше». Тоді ж була опублікована його перша робота з марійського мовознавства — «Основи транскрипції мови народу марі». 
Пропрацювавши кілька років учителем і службовцем органів народної освіти в Сибіру, в 1923 Евайн приїхав до Марійської автономної області, де став членом комісії зі створення нових слів марійською мовою (займався розробкою лінгвістичної термінології).  
Протягом 1920-х — 1930-х Гурій Евайн активно брав участь в мовному будівництві: працював у галузях вдосконалення писемності та орфографії, був автором кількох граматик марійської мови (1926, 1935), дев'яти букварів та кількох десятків інших робіт.  
На початку 1930-х активно виступав за латинізацію марійської писемності. 
У 1929 — 1929 Евайн навчався в аспірантурі Інституту народів Сходу під науковим керівництвом Миколи Марра.  
Отримавши звання доцента недовгий час викладав марійську мову в Казанському східно-педагогічному інституті.  
З 1930 працював в Йошкар-Олі в Марійському науково-дослідному інституті. 
У березні 1937 заарештований за звинуваченням у контрреволюційній, диверсійно-терористичній діяльності.  
11 травня 1938 розстріляний. Реабілітований у 1957. 